# Limnophila (Limnophila) filiformis
Limnophila (Limnophila) filiformis is een tweevleugelige uit de familie steltmuggen (Limoniidae). De soort komt voor in het Neotropisch gebied.